# Terminal petrolera de Kulevi
La Terminal petrolera de Kulevi es un puerto petrolero en la costa oriental del Mar Negro en Georgia. La terminal se encuentra en el distrito de Khobi, región de Samegrelo-Zemo Svaneti, cerca de la zona poblada de la aldea Kulevi, y de la zona costera entre los ríos Tsiva y Khobistskali. El proyecto de la terminal petrolera de Kulevi fue autorizado por decreto del presidente Shevardnadze, el 8 de septiembre de 1999. Posteriormente, la construcción comenzó cerca del pueblo de Kulevi por parte de Terminal 2000 Ltd, una sociedad creada entre Argomar Oil Ltd y ferrocarriles georgianos. A finales de 2002, sin embargo, el proyecto quedó en suspenso, debido a las preocupaciones ambientales y la falta de fondos. La construcción se reanudó en septiembre de 2004 con un consorcio internacional de inversores liderado por el magnate de los negocios georgiano Badri Patarkatsishvili.
La terminal se completó en noviembre de 2007 y fue inaugurada oficialmente el 16 de mayo de 2008.